# NGC 2500
NGC 2500 هي مجرة حلزونية تقع في كوكبة الوشق. تم اكتشافه من قبل وليام هيرشيل في 1788. كما هو الحال مع المجموعة المحلية التي تقع فيها مجرة درب التبانة الخاصة بنا, NGC 2500 هو جزء من NGC 2841 مجموعة مجرات تشمل أيضا NGC 2541 , NGC 2537 و NGC 2552. تحتوي على نواة وبنية الحلقة الداخلية ضعيفة.

## وصلات خارجية
- NGC 2500 على موقع ويكي سكاي: DSS2, SDSS, GALEX, IRAS, Hydrogen α, X-Ray, Astrophoto, Sky Map, Articles and images